# François Gay (maître verrier)
Pour les articles homonymes, voir Gay et François Gay (homonymie).
François Gay, né le 11 mars 1827 à Lyon et mort dans la même ville le 29 octobre 1910, est un maître verrier français.

## Biographie

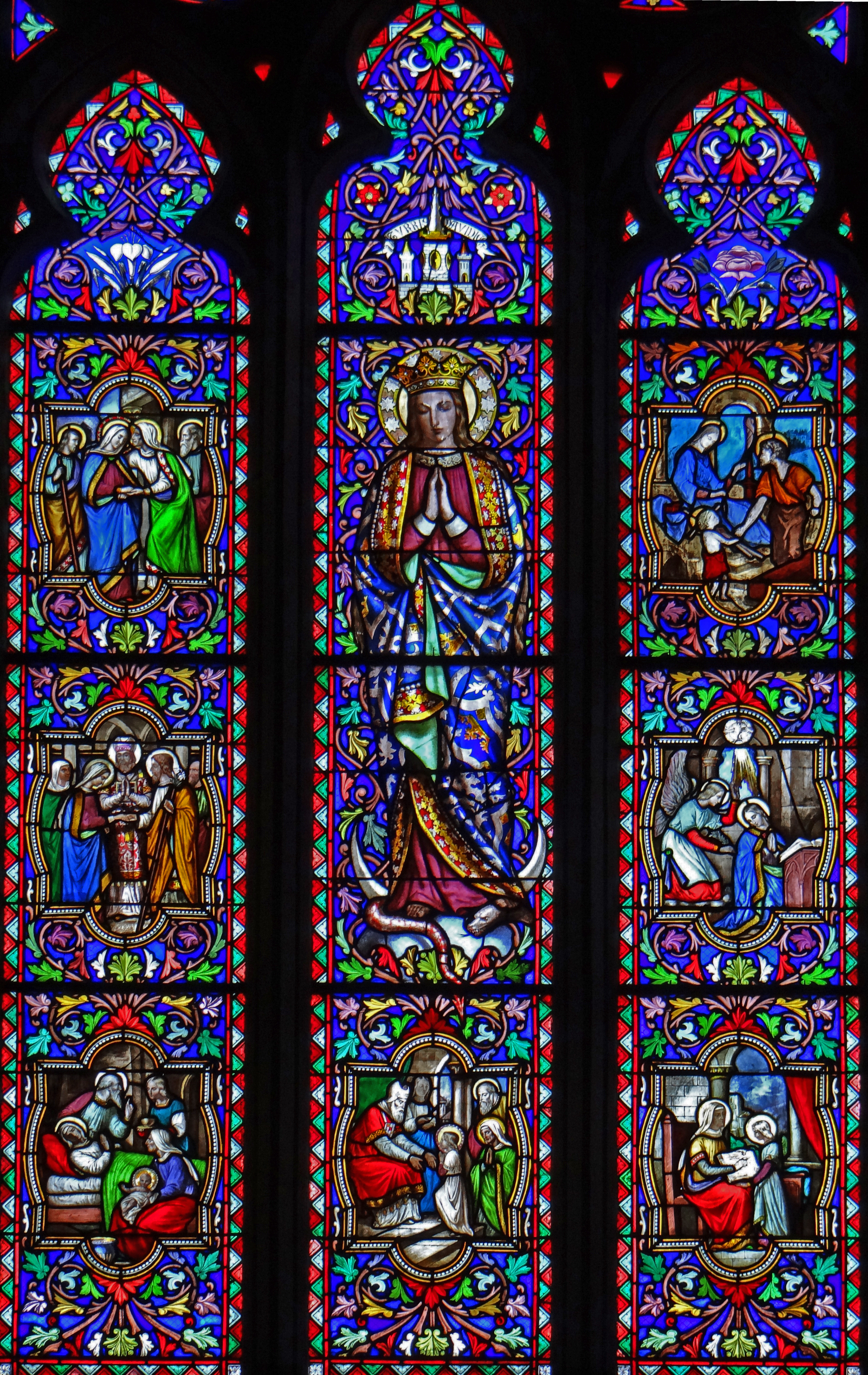
Vie de la Vierge.
Église de Ste-Livrade-sur-Lot.

Il est fils de Joseph Gay, marchant ambulant, et de Marguerite Bergonnier,. Dans sa présentation de l'église de Sainte-Livrade-sur-Lot, le chanoine Durengues le dit originaire de Sainte-Livrade-sur-Lot et verrier à Paris : « Joseph dit François Gay, l'auteur des vitraux de Sainte Livrade sur Lot auquel fait allusion le chanoine Durengues est en fait un homonyme du vitrailliste lyonnais. Il est né à Sainte Livrade sur Lot le 21 octobre 1843 et décédé à Paris XVe le 10 février 1871. Son fils François Gay (né à Paris XVe le 20 mars 1866) lui a succédé dans le métier (voir l'acte de mariage de ce dernier (Paris XVIe le 6 mai 1889) où il est bien désigné comme peintre verrier, domicilié à Paris, 104 avenue Kléber ». Le chanoine Durengues se réfère à l'ouvrage de l'abbé Raymond Castex, curé de Sainte Livrade sur Lot, « Sainte Livrade : étude historique et critique sur sa vie, son martyre, ses reliques et son culte », édité chez Desclée de Brouwer en 1890 (étude des vitraux, pages 230 sqq).
En réalité François Gay est un enfant de Lyon, où son atelier est installé depuis 1857 rue Saint-Georges puis 3 montée du Chemin-Neuf à partir de 1865. Il est associé à Jean-Louis Amoric (1836-?).
La maison Gay et Amoric de Lyon livre en 1863 les vitraux de l'église Saint-Laurent d'Arith.
L'atelier du Chemin-Neuf semble avoir été repris par A. Baron en 1880. 
François Gay a peut-être fait faillite ou été dans l'incapacité de poursuivre son activité antérieure. Lors de son second mariage en 1900 (il a divorcé de sa première épouse en juillet 1899), il est dit « journalier ».

## Réalisations
liste à compléter
- Vitraux de l'église Sainte-Livrade de Sainte-Livrade-sur-Lot, en 1868[8].